# Mulford (Colorado)
Pour les articles homonymes, voir Mulford.
Mulford est une communauté non incorporée située dans le Comté de Garfield dans l'état du Colorado.
Sa population était de 174 habitants en 2010.